# اربیم(III) فلوئورید

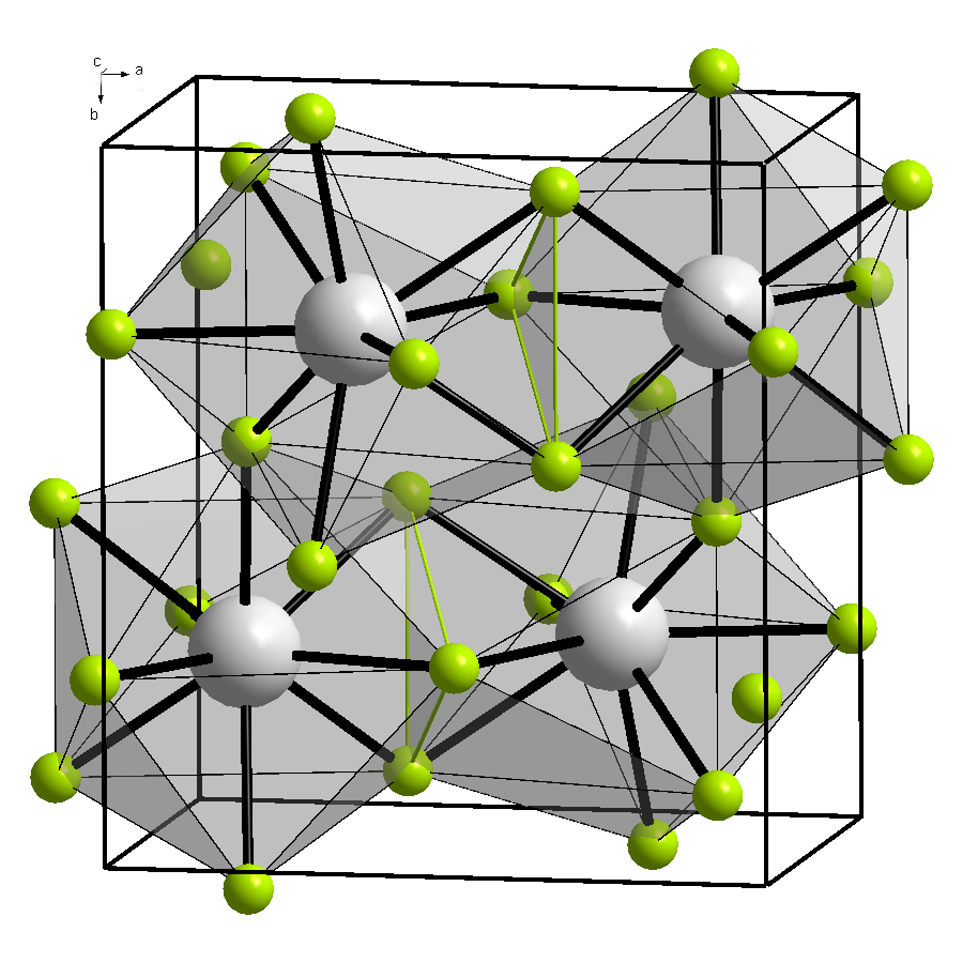
نمایش 3 بعدی اربیم(III) فلوئورید

اربیم (III) فلوئورید یکی از ترکیبات یونی فلورید و اربیم است. اربیم یک فلز خاکی کمیاب است که با فلورید واکنش می‌دهد و ماده‌ای با فرمول شیمیایی ERF 3. می‌سازد که می‌توان از آن برای ساختن مواد انتقال‌دهنده نور فرو سرخ و مواد لومینسانت تبدیل‌کننده بالا بهره برد.

## تولید
اربیم (III) فلوئورید را می‌توان با واکنش اربیم (III) نیترات و آمونیوم فلورید تولید کرد:
Er (NO 3 ) 3 + 3 NH 4 F → 3 NH 4 NO 3 + ErF 3